# 马保定
马保定（Malcolm Brodie）是加拿大卑诗省第4大城市列治文市长。

## 经历
马保定1977年從不列顛哥倫比亞大學取得商學與法學雙學位，于1996年作为一名律师以列治文非党联盟（RNPA）候选人身份当选市议员，并于1999年连任市议员。在前任市长格雷格·哈尔西–勃兰特（Greg Halsey-Brandt）辞职后，马保定在2001年10月29日的特别补选中当选市长。后来马保定离开了RNPA党，现在身份是独立候选人。 马保定在2002年，2005年，2008年，2014年和2022年再次当选列治文市长。 马保定是列治文市历史上第2长任期的市长。列治文史上最长任期的市长是鲁比·格奥尔（Ruby Grauer），任职19年，任期从1930年到1949年。

## 荣誉
马保定于2002年获得伊丽莎白二世女王金禧勋章，2012年获伊丽莎白二世女王钻石纪念勋章，1992年获加拿大联邦125周年纪念勋章。